# Кроненуорт, Джейк
Джейкоб Джон Кроненуорт (англ. Jacob John Cronenworth, 21 января 1994, Сент-Клэр, Мичиган) — американский бейсболист, инфилдер клуба Главной лиги бейсбола «Сан-Диего Падрес». Во время выступлений за команду Мичиганского университета также выходил на поле в качестве питчера. Игрок национальной сборной США.

## Карьера
Джейк Кроненуорт родился 21 января 1994 года в Сент-Клэре в штате Мичиган. В составе школьной команды в 2011 году он выигрывал чемпионат штата. После окончания школы он поступил в Мичиганский университет, играл за его бейсбольную команду на позициях в инфилде и реливером. Весной 2015 года Джейк в составе «Мичиган Волверинс» стал победителем турнира конференции Big-10 и был признан самым ценным его игроком. В четырёх играх финального раунда он отбивал с показателем 35,0 %, а также сделал четыре сейва. На драфте Главной лиги бейсбола 2015 года Кроненуорт был выбран клубом «Тампа-Бэй Рейс» в седьмом раунде.
В сезоне 2019 года Кроненуорт выступал за фарм-клуб ААА-лиги «Дарем Буллз», выходя на поле на позициях шортстопа, игрока второй и третьей баз. В семи матчах он сыграл в роли питчера, проведя на поле 7 1/3 иннинга с пропускаемостью 0,00. По итогам чемпионата его признали самым ценным игроком команды. В декабре «Рейс» обменяли его и аутфилдера Томми Фэма в «Сан-Диего Падрес» на аутфилдера Хантера Ренфро и игрока второй базы Завьера Эдвардса. За время выступлений в фарм-клубах системы «Тампы-Бэй» Джейк четыре раза входил в число участников Матча всех звёзд разных лиг. В октябре 2019 года он был включён в заявку сборной США на игры турнира Premier12.
В составе «Падрес» он дебютировал в Главной лиге бейсбола 26 июля 2020 года. На старте сезона Кроненуорт выходил на поле на нескольких позициях в инфилде, преимущественно на второй базе, и отбивал с показателем 34,2 %. Эксперты сайтов лиги и ESPN отмечали, что он мог бы претендовать на попадание в число участников Матча всех звёзд Главной лиги бейсбола. По итогам августа его признали лучшим новичком месяца в Национальной лиге. Всего в регулярном чемпионате он сыграл в 54 матчах с показателем отбивания 28,5 %. Несмотря на спад в его игре в сентябре, по показателю OPS он вошёл в пятёрку лучших новичков лиги с результатом 83,1 %. По итогам сезона журнал Baseball America назвал Кроненуорта новичком года в составе «Падрес».